# Молода
Молода́ — гора в Українських Карпатах, у масиві Горгани. Розташована в Калуському районі Івано-Франківської області, на захід від села Осмолоди.

## Географія
Висота 1723 м. Південно-східні та північно-західні схили гори дуже круті, важкопрохідні. Вершина і привершинні схили незаліснені, з кам'яними осипищами, місцями — криволісся з сосни гірської; нижче — лісові масиви.
На північний схід від вершини розташована гора Яйко-Перегінське (1595,6 м), на південний схід (за долиною річки Молода) — вершина Грофа (1748 м).
Найближчий населений пункт: с. Осмолода.
На південно-східному схилі від вершини бере початок річка Росохан, права притока Мшани.

## Галерея
| Гора Молода (на задньому плані) | Молода з села Осмолода | Молода (вдалині, в центрі) |